# Постоянный представитель Российской Федерации при Организации Объединённых Наций
Постоянный представитель Российской Федерации (СССР) при ООН — официальное должностное лицо, представляющее Российскую Федерацию во всех органах Организации Объединённых Наций. Постпред имеет ранг Чрезвычайного и полномочного посла. В иерархии Министерства иностранных дел приравнивается к первому заместителю министра.
С 27 июля 2017 года должность занимает Василий Алексеевич Небензя.

## Постоянные представители СССР и Российской Федерации при ООН
| #     | Имя                            | Срок полномочий | Срок полномочий   | Действующий руководитель государства                                                                       |
| #     | Имя                            | Начало          | Окончание         | Действующий руководитель государства                                                                       |
| ----- | ------------------------------ | --------------- | ----------------- | --- |
| 1     | Андрей Андреевич Громыко       | 10 апреля 1946  | май 1948          | Иосиф Виссарионович Сталин                                                                                 |
| 2     | Яков Александрович Малик       | май 1948        | октябрь 1952      | Иосиф Виссарионович Сталин                                                                                 |
| 2     | Яков Александрович Малик       | 1968            | ноябрь 1976       | Леонид Ильич Брежнев                                                                                       |
| 3     | Валериан Александрович Зорин   | октябрь 1952    | март 1953         | Иосиф Виссарионович Сталин                                                                                 |
| 3     | Валериан Александрович Зорин   | 1960            | июль 1962         | Никита Сергеевич Хрущёв                                                                                    |
| 4     | Андрей Януарьевич Вышинский    | март 1953       | 22 ноября 1954 †  | Георгий Максимилианович Маленков Никита Сергеевич Хрущёв                                                   |
| 5     | Аркадий Александрович Соболев  | 1955            | 1960              | Георгий Максимилианович Маленков Никита Сергеевич Хрущёв                                                   |
| 6     | Николай Трофимович Федоренко   | июль 1962       | 1968              | Никита Сергеевич Хрущёв, Леонид Ильич Брежнев                                                              |
| 7     | Олег Александрович Трояновский | ноябрь 1976     | март 1986         | Леонид Ильич Брежнев, Юрий Владимирович Андропов, Константин Устинович Черненко, Михаил Сергеевич Горбачёв |
| 8     | Юрий Владимирович Дубинин      | март 1986       | май 1986          | Михаил Сергеевич Горбачёв                                                                                  |
| 9     | Александр Михайлович Белоногов | 1986            | 18 апреля 1990    | Михаил Сергеевич Горбачёв                                                                                  |
| 10    | Юлий Михайлович Воронцов       | 18 апреля 1990  | 23 июля 1994      | Михаил Сергеевич Горбачёв, Борис Николаевич Ельцин                                                         |
| 11    | Сергей Викторович Лавров       | 7 июля 1994     | 12 июля 2004      | Борис Николаевич Ельцин, Владимир Владимирович Путин                                                       |
| 12    | Андрей Иванович Денисов        | 12 июля 2004    | 8 апреля 2006     | Владимир Владимирович Путин                                                                                |
| 13    | Виталий Иванович Чуркин        | 8 апреля 2006   | 20 февраля 2017 † | Владимир Владимирович Путин, Дмитрий Анатольевич Медведев, Владимир Владимирович Путин                     |
| и. о. | Пётр Викторович Ильичёв        | 24 февраля 2017 | 27 июля 2017      | Владимир Владимирович Путин                                                                                |
| 14    | Василий Алексеевич Небензя     | 27 июля 2017    | н. в.             | Владимир Владимирович Путин                                                                                |